# Аарон Шпайзман
Шпайзман Аарон (? — 1906) — учасник революційного терору в Російській імперії на початку XX століття, член Партії соціалістів-революціонерів (есерів) та її Бойової організації, товариш і коханий Марії Школьнік.

## Біографія
Єврей. Швидше за все, походив з Одеси.
За розповсюдження нелегальної літератури сидів у в'язниці. Коли звільнився, входив до соціалістичних «південних груп» в Одесі. Арештовувався за утримання підпільної друкарні.
Після втечі з заслання вступив до Бойової організації есерів у Женеві разом із Марією Школьнік. Замахи на Трепова у Петербурзі та на Клейгельса в Києві були провалені…
Після невдач 1 січня 1906 року Марія Школьнік і Аарон Шпайзман за участі місцевої бойової дружини есерів здійснили замах на чернігівського губернатора О. О. Хвостова. Шпайзман першим кинув бомбу, яка не вибухнула, тоді Школьнік кинула другу, від вибуху якої Хвостов був поранений і Школьнік несерйозно постраждала. Проте їй вдалося втекти безпосередньо з місця події, і її заарештували пізніше, коли вона разом із товаришем Яшею Лєйкіним намагалася втекти з міста.Школьнік, Шпайзмана та Лєйкіна судили військовим судом. Спочатку Школьнік і Шпайзмана (які не побажали повідомити суду свої імена) засудили до страти, а Лєйкіна — до десяти років каторжних робіт. Проте вирок Марії Школьнік було змінено на безстрокову каторгу. Аарон Шпайзман страчений 1906 року.
Про біографію Аарона Шпайзмана відомо лише зі спогадів його соратників Бориса Савінкова та його подруги Марії Школьнік.
|  | ...У середині лютого я виїхав за кордон через Ейдкунен за паспортом Джемса Галлея. У Женеві я застав Азефа, Рутенберга та Гапона. Азеф докладно розпитував мене про Київ, Петербург та Москву, про всіх членів організації разом і про кожного з них окремо. Він загалом залишився задоволений станом справ, оскільки не надавав великого значення київській невдачі. У цій розмові він повідомив мені, що я кооптований у члени центрального комітету, а також і те, що за кордоном є кілька людей, які бажають вступити до бойової організації: Лев Іванович Зільберберг з дружиною Ксенією Ксенофонтовною, уродженою Памфіловою, Маня Школьник і Арон Шпайзман. Перші двоє та брат Азефа, Володимир, під керівництвом Бориса Григоровича Вілліта, хіміка за освітою, виготовляли динаміт у найнятій ними віллі у Вільфранші, на півдні Франції. Двоє інших жили у Женеві. Я познайомився, за вказівкою Азефа, з Манею Школьнік і з Ароном Шпайзманом. Школьнік була кравчиня. Шпайзман, здається, палітурник. Першій було роки 22, другому років 30. Обидва були родом із маленьких містечок Західного краю, обидва судилися восени 1903 року у справі про таємну друкарню і обидва, після позбавлення всіх прав, були заслані до Сибіру на поселення. Вони тікали звідти і тепер просили прийняти їх до бойової організації. Маня Школьнік була тендітна дівчина з блідим обличчям. Вона говорила з помітним єврейським акцентом і у розмові сильно жестикулювала. У кожному слові її та в кожному жесті прозирала фанатична відданість революції. Особливо пожвавлювалася вона, коли починала говорити про ті приниження та лиха, які терпить робочий клас. Вона здалася мені агітатором за покликанням, але й сила її відданості терору не підлягала сумніву. Я тому не протестував проти її вступу до організації. Аарон Шпайзман був людиною невисокого зросту, з чорним волоссям і з чорним єврейським, сумним очима. Він, як Маня Школьник, був за темпераментом скоріше агітатор, ніж терорист, і до заслання користувався великою популярністю у робітників. Жили вони обоє дуже бідно, з великою увагою придивлялися до західноєвропейського робітничого руху і терпляче чекали від'їзду до Росії... Після арешту бойової організації на волі залишилася, як я вже згадував, лише Дора Брілліант, Тютчев, який не мав на те повноважень, і Рутенберг, який мав повноваження виключно з бойової підготовки мас, утворили разом із нею Комітет бойової організації. Комітет цей до жодних дій не чинив, і невдовзі Рутенберг і Тютчев виїхали за кордон. Дора Брілліант, залишивши свій запас динаміту в Полтаві, переїхала до Юр'єва, де й чекала на приїзд когось із нас, — мене чи Азефа. Таким чином, бойова організація, по суті, перестала існувати. Був Азеф, була Дора Брілліант, був я. Були також люди невипробувані і мало відомі: подружжя Зільберберг, Рашель Лур'є, Маня Школьнік і Аарон Шпайзман, але не було єдиного цілого, пов'язаного спільною роботою і однією і тією самою ідеєю, не було того, що було досягнуто ціною великих зусиль і багатьох жертв. Треба було відновити організацію та закінчити справу Трепова. Роботи в лабораторії у Вілльфранші добігали кінця. Нами було ухвалено таке рішення: Зі складом організації, де було чотири жінки, ми не вважали за можливе приступити до замаху на Трепова. Тому я взяв на себе замах на Клейгельса, давно визнаний необхідним і невдачею, що закінчилася у Боришанського. У моє розпорядження надходили Зільберберг, Школьнік і Шпайзман, причому Зільберберг не повинен був брати безпосередньої участі у справі: організація була слабка, і в Зільберберзі ми бачили єдину її велику силу, єдину людину, здатну згодом замінити нас. Школьнік і Шпайзман, як євреям, було незручно виступати з бомбою в руках у Петербурзі. Навпаки, у Києві їхнє єврейське походження лише могло наголосити, що вбивство генерал-губернатора викликане частково єврейським погромом. Ксенія Зільберберг та Рашель Лур'є мали зберігати динаміт на одеських лиманах. Азеф брав на себе важче: підбір людей основного кадру бойової організації, того кадру, який мав убити Трепова. Передбачалося діяти і в Києві, і в Петербурзі колишнім методом шляхом вуличного спостереження. Шпайзман мав торгувати цигарками, Школьнік – квітами. Арешти 17 березня були поворотним пунктом історія бойової організації. У травні 1905 р. я, за паспортом бельгійського підданого Рене Ток, через Волочиськ виїхав до Росії та у Харкові зустрівся із Зільбербергом. Дора Брілліант була в Юр'єві, Ксенія Зільберберг і Рашель Лур'є зберігали динаміт на лиманах, Шпайзман чекав на мене у Вільно, Школьнік — у Друскеніках. Починаючи справу Клейгельса, я вважав, що вона не може уявити серйозних труднощів, — при правильній постановці вона мала закінчитися вірним і швидким успіхом, навіть без безпосередньої участі Зільберберга. Зільберберґу потрібно було пройти школу терористичного підприємства. З цієї точки зору його присутність у Києві була необхідна. Побачившись з ним у Харкові е і доручивши йому з'їздити в Західний край за паспортними бланками, я поїхав до Шпайзмана у Вільно. У Вільні я не знайшов Шпайзмана. Кілька днів поспіль я чекав його на обумовленій явці і, не дочекавшись, пішов усупереч конспірації до готелю, де він мав зупинитися. У готелі його не було. Я поїхав у Друскеніки, сподіваючись від Школьнік дізнатися щось про Шпайзмана. Школьнік розповіла мені таке: Шпайзман, як і всі члени організації, перевозив динаміт через кордон під одежею. В Олександрові, коли він стояв у митному залі, до нього підійшов чиновник і зненацька попросив його до окремої кімнати для докладного обшуку. Під час обшуку було знайдено динаміт, зашитий пачками в полотняний мішок. Знайдено також револьвер. На запитання митного чиновника, що саме лежить у мішку, Шпайзман відповів, що він фармацевт, везе з собою камфору і, не бажаючи платити мито, приховав його на собі. Йому повірили, але запросили жандармського офіцера. Офіцер, оглянувши динаміт, теж прийняв його за ліки. Шпайзман запропонували сплатити 60 руб. мита, відібрали в нього револьвер, склали протокол та відпустили. З Олександрова він приїхав у Вільно, чекав на мене кілька днів і, боячись обшуку, знищив динаміт. Не дочекавшись мене, він поїхав до Школьнік у Друскеники. Напередодні мого приїзду він знову поїхав у Вільно по гроші. Мені ця розповідь не сподобалася. Не сподобалося і знищення динаміту, і сама подія на кордоні. Знаючи, з якою довірою ставиться до Шпайзмана Школьніка, я, нічого не сказавши про свої враження, запропонував їй дочекатися його в Друскеніках і потім разом з ним їхати до Києва до мене. У Києві я сказав Шпайзману: — Розкажіть, що було з вами на кордоні? Він зніяковів, але повторив розповідь Школьнік. — А як же ви пояснили, що маєте револьвер? - Запитав я. — Я сказав, що в Росії погром, що кожна людина має право самозахисту, і що якщо я й винен у чомусь, то лише в тому, що не мав належного дозволу на зберігання зброї. — Вам повірили? — Так, і відібрали револьвер. Тон його промови був правдивий. Крім того, я не мав підстав сумніватися в його словах, навпаки, за кордоном він справив на мене враження безумовно правдивої людини. Я таки запитав: — Чи був у вас внутрішній паспорт? — Так. — Його знайшли? Шпайзман відчув у моїх словах недовіру. Він ще більше зніяковів. — Ні, його не знайшли. Закордонний паспорт відібрали у мене на вході, у дверях. Внутрішній, теж зелений, залишився в кишені. Під час обшуку я вийняв його і поклав на стіл. — І жандарми не подивилися? — Ні. Ймовірно, вони думали. Що це мій закордонний паспорт. Я вірив Шпайзману, але історія була дивною. Особливо дивним було те, що він знищив динаміт. Я спитав його: — Де ви знищили динаміт? — У Вільно. — Чому? — Я боявся, що від Олександрова за мною стежать, а змінити паспорт не міг, іншого в мене не було. Я розповів про подію Шпайзмана Зільбербергу. Зільберберг розпитав його зі свого боку і теж повірив йому. Проте, коли до Києва в травні приїхав Азеф, я повідомив йому про все, що сталося... Я сказав, що я Шпайзману вірю, але ця подія сама по собі настільки неймовірна, що якби розповідав не Шпайзман, а хтось інший, то я не повірив би жодному слову. Азеф знову похитав головою. — А чи не злякався він? Чи не викинув він динаміт ще у Відні, а потім вигадав усю історію? Я його розпитаю? Азеф сам розпитав Шпайзмана. Згодом Шпайзман перед смертю, з в'язниці, передавав нам, що історія на кордоні вірна від слова до слова. Зільберберг повернувся із сотнею паспортних бланків. Він купив їх у місті Слонімі. Я зробив паспорти для Школьнік і Шпайзмана, і вони, оселившись разом, зайнялися вуличною торгівлею. Він продавав цигарки, вона квіти. На Хрещатику не заборонялася торгівля у рознос, і спостерігати було надзвичайно зручно: треба було лише зайняти місця неподалік Інститутської вулиці, де знаходився будинок генерал-губернатора. Я запропонував Шпайзману торгувати біля Купецького саду, щоб бачити Клейгельса, якщо він поїде на Поділ на пароплавну пристань. Школьнік спостерігала правіше за Інститутську, на розі Анненської, і не могла пропустити виїзду в місто чи на вокзал. Регулярних виїздів у Клейгельса бути не могло, і ми вирішили, тому, з'ясувавши його зовнішність, приступити до замаху в один із тих днів, коли він за обов'язками служби бував у соборі, наприклад, у царський день. За прийнятим нами планом, Школьнік та Шпайзман мали спостерігати з 9 ранку до 12 години дня та з 1 години до 8 вечора. Важко було припустити, що Клейгельс після восьмої вечора може виїжджати кудись, крім театру. Нам було відомо з переглянутих за рік газет, що в театрах він бував рідко. Гуляючи часто Хрещатиком у той час, коли Шпайзман і Школьнік мали спостерігати за Клейгельсом, я рідко бачив їх на місцях. Особливо рідко бував на посаді Шпайзмана. Зустрічаючись із ними вечорами, у Царському саду чи десь у корчмі, я не раз висловлював їм своє здивування. Вони пояснювали свою відсутність різними причинами: то Шпайзман був нездоровий, то Школьнік болить голова від вуличного шуму і т.п. Мені здавалося, що вони щось від мене приховують. Те саме враження було у Зільберберга, який часто був присутній при наших зустрічах. Було дивно, що спостереження триває вже місяць, а спостерігачі систематично ще не бачили Клейгельса, тим часом, як Зільберберг і я, спостерігаючи випадково, вже зустрічали його. Ця загадковість і поведінка Школьнік не відповідали моєму уявленню про неї, як про фанатику революції, як про людину, яка в ім'я терору готова на будь-яку жертву. Одного разу я викликав її на побачення одну, без Шпайзмана, і відверто висловив їй свою думку: я сказав їй, що краще кинути справу зовсім, ніж вести її таким чином. Коли я скінчив, я побачив на очах її сльози. Сильно жестикулюючи, вона заговорила зі своїм типовим єврейським акцентом. — Ну, добре... Я вам скажу все... Тільки хай, заради б-га, не знає Аарон. — В чому справа? — Аарон мені не дозволяє. — Стежити? Вона заплющила очі руками: — Він не хоче, щоб я кидала бомбу... Для мене це було несподіванкою: я ніколи не підозрював, що Шпайзман може з якихось причин противитися замаху. Я сказав: — Але ж не ви кидатимете бомбу, а він. Адже ви будете тільки в резерві. — Все одно. Він не хоче цього. Я також не хотів цього. Але вибору не було: треба було йти або Школьнік, або Зільберберг. Крім того, я сподівався, що Клейгельса буде вбито першою бомбою: бомби були зроблені Зільбербергом, і на Хрещатику не було великого руху; ніщо не могло завадити метальнику підбігти до коляски. Я сказав: — А ви, ви цього хочете? Вона підняла на мене свої заплакані очі. — Ви запитуєте. Як ви можете запитувати? За кілька днів я сказав Шпайзманові: — Я вас не бачу на вулиці... Може ви не хочете стежити? — Він зніяковів. — Правду кажучи, я думаю не про Клейгельса. — А про кого? — Про Трепова. — Але ж ви знаєте, — ми з вами вже говорили, — для справи Трепова потрібна велика організація, а її поки що немає, і, крім того, вам, як єврею, незручно виступати в Петербурзі. — Так... Але що таке Клейгельс? Я сказав йому, що він знав заздалегідь, що братиме участь у замаху саме на Клейгельса, і заздалегідь погоджувався на це, навіть просив про це. Я сказав також, що примушувати його ми, звичайно, не можемо, і якщо він не хоче працювати в Києві, то організація поверне йому негайно свободу дій. Шпайзман зніяковів ще більше: — Ви пропонуєте мені піти з організації? — Ні, я не хочу вас примушувати. Він завагався хвилину. — Добре. Я йду на Клейгельса. Такі розмови почали порушувати в мені сумнів у успіху справи. Я знав від Школьнік, що Шпайзман продовжує вмовляти її не стежити і що справа доходить навіть до того, що він силою готовий їй заважати працювати. Я розповів про все Азефу, з яким зустрівся наприкінці червня у Харкові. — Отже, нічого з замаху не вийде, — сказав він, подумавши. — Найкраще ліквідувати справу. Я радив почекати ще до 15 липня дня св. Володимира, та 30 – народження спадкоємця. Була надія, що цими днями Клейгельс поїде до собору. Азеф не протестував. Повернувшись до Києва, я, на побаченні, прямо поставив Школьнік і Шпайзману питання, чи бажають вони брати участь у замаху на Клейгельса 15 чи 30 липня. Шпайзман сказав: — Але ж ми ще не бачили Клейгельса. Я відповів, що часу досить, і вони, спостерігаючи, встигнуть побачити його. Тоді Шпайзман сказав: — Я б віддав перевагу Трепову. Але Школьнік перебила його: — Ми вирішили, що Клейгельса і йдемо на нього. Я бачив, що Шпайзман на Клейгельса не піде. Влаштовувати замах із одною Школьнік я, з багатьох причин, не хотів. Дати бомбу Зільбербергу я не мав права, але якби й мав, то не зробив би цього, вважаючи недоцільним при слабкості організації жертвувати найціннішим працівником для провінційної справи. Замах на Клейгельса не відбувся ні 15, ні 30 липня, Шпайзман від нього відмовився і ми з ним розлучилися. Розлучилися ми і зі Школьнік, хоча наша впевненість у її відданості терору не похитнулася. На прощання Шпайзман сказав: — А ви дасте мені бомбу, якщо я вас про це проситиму? — Навіщо вам бомба? — Може, я піду на провінційну справу. Я здивувався. — Слухайте, Аароне, для вас Клейгельс надто мізерний, ви хочете Трепова, не менше, — і наважуєтеся на провінційну справу? — Я цього не сказав, я хотів тільки знати, чи дасте мені бомбу. Я відповів, що бомби йому не дам: розпоряджатися динамітом поза межами організації я не маю права. Я думаю досі, що Шпайзману було байдуже, у якому замаху брати участь: у замаху на Трепова чи Клейгельса. Думаю також, що він, відмовляючись від київської справи, не мав на увазі зберегти своє життя: його готовність пожертвувати нею вже тоді не підлягала сумніву. Але мені здається, що він тоді ще не міг примиритися з участю Школьнік у терористичному акті, а примирився з ним набагато пізніше, залишивши нашу організацію. Справді, за кілька місяців, у січні 1906 р. у Чернігові було здійснено замах на життя місцевого губернатора Хвостова. Згодом виявилося, що його влаштували Маня Школьнік та Аарон Шпайзман. Бомба Шпайзмана не розірвалася, бомбою Школьніка губернатора було поранено. Військово-окружний суд засудив Шпайзмана до страти, і він був тоді ж повішений. Школьнік отримала 20 років каторжних робіт. Так скінчили вони свою революційну кар'єру... |

|  | Гурток, до якого я була прийнята, складався з дев'яти робітників та одного інтелігента, який читав робітникам політичну економію. Я була щаслива та пишалася тим, що вони прийняли мене до себе. Цей гурток пізніше зіграв значну роль революційному русі Одеси... На цукерковій фабриці "Братів Крохмальникових", де працювала моя приятелька, було кілька відділень. Декілька сотень дівчат були зайняті там загортанням цукерок у заздалегідь нарізані папірці. Робота була дуже не складна, і години через дві я вже вміла робити це. На цій фабриці я пропрацювала понад шість місяців. Кінці моїх пальців стали твердими як пергамент. Обшуки більше не бентежили мене. Бували дні, коли і я виробляла по 30 копійок, на превелике задоволення нашого гуртка. З семи людей у нас утворилося щось на кшталт комуни. Це були: - Женя – фабрична дівчина 22 років, яка була дуже палким агітатором та організатором страйків; - Сьома – фабричний робітник; - Давид – прикажчик; - Аарон Шпайзман — палітурник, який до того вже сидів у в'язниці за розповсюдження нелегальної літератури; - Микола – живописець, який став соціалістом і приєднався до нашого гуртка після звільнення з в'язниці, куди він був посаджений за проповідування толстовського вчення; - Ізраїль – єдиний інтелігент у нашому гуртку і я. Рідко траплялося, щоб усі ми мали роботу. Іноді бувало так, що весь гурток існував на заробіток одного чи двох. Траплялося, що й ніхто з нас не мав роботи. Тоді ми всі чекали вечора, коли прийде Ізраїль та викладе свої останні мідяки на стіл. Тоді ми сідали за "сніданок". З юнацьким запалом я почала агітувати фабричних дівчат, пропонуючи їм провести страйк за збільшення заробітної плати. Старший майстер незабаром виявив це і звільнив мене. Я знайшла роботу на конвертковій фабриці, але так як і там продовжувала агітацію, незабаром була змушена шукати інше місце. У таких переходах із однієї фабрики на іншу минуло два роки. Наш маленький гурток значно збільшився і став відомий у революційному рух під назвою "Південної групи". Зі старих членів, крім мене, залишався лише Шпайзман. Женя та Ізраїль були у в'язниці. Давида забрали на військову службу... Однією з насущних потреб нашої групи було влаштування друкарні. Література, що надсилається з Києва, виходила нерегулярно і зазнавала великому ризику. В Одесі влаштувати друкарню порахували неможливим, бо жандарми вже стежили за нами. Деякі члени нашої групи вже були заарештовані. Тому вирішено було влаштувати друкарню в Кишиневі, який знаходиться за кілька годин їзди від Одеси. З повним набором шрифту і різного друкарського приладдя я приїхала до Кишинева. Там я зустріла групу товаришів, серед яких були Яша Грінфельд, Гриша Кофф, Аарон Шпайзман та інші. З них допомогою я влаштувалась на квартирі у Бронтмана, яка служила притулком для нелегальних. Моя валіза зі шрифтом була зарита Бронтманом в його сараї... На початку лютого 1902 року вночі ми були розбуджені громовим стуком у двері. Перш, ніж старий Бронтман встиг зняти гачок, пролунав тріск, і двері відчинилися. Кімната наповнилася жандармами та поліцією. Не кажучи нам ні слова, вони почали оглядати будинок - квартира складалася з двох кімнат та кухні, почався довгий та ретельний обшук. Кожна річ у будинку було перевернуто догори дном. Вони розрізали подушки та матраци, розривали підкладку у старих шапках, заглядали за картини на стінах. Але нічого підозрілого не було знайдено. Розчаровані жандарми збиралися вже йти, коли один із них узяв у руки мою сукню, яка лежала на стільці. Він пошарив у кишені і витяг кілька літер шрифту. Це були великі літери, які я роздобула в одного знайомого набірника з метою збільшити мої запаси. Обличчя у жандармів миттєво змінилися. Кожен із них ретельно оглядав нещасні літери. Вони поводилися з ними з великою обережністю, наче це були не маленькі металеві літери, а розривні снаряди. Жандармський офіцер сів і почав писати протокол. Він тільки спитав мене: — Ця сукня належить вам? — Так. — Ви заарештовані. Одягніться. З тими самими словами він звернувся до тов. Шпайзмана та до господаря квартири. Дружина його та дівчинка почали плакати. У великому хвилюванні я намагалася пояснити офіцеру, що Бронтман нічого не знає щодо букв, які знайдені в моїй кишені, але він грубо перебив мене: — Розмовляти не слід... За командою офіцерів, жандарми оточили нас та вивели з дому. Господиня ридала. Дівчинка, яка з плачем кинулася за батьком, була грубо відкинута назад... Ніч була темна та холодна. Оточені з усіх боків жандармами, ми пішли посередині вулиці. Ми йшли мовчки, і це мовчання було жахливе для мене. Я не могла розібрати, у чому була моя вина перед тов. Бронтманом, але почуття винуватості все зростало в мені. Я зовсім забула про те, що йду до в'язниці. Вигляд цієї сивої голови, схиленої перед жандармами, затуляв думки про моє власне становище. Нарешті ми прийшли, і важкі ворота в'язниці зачинилися за нами. Нас провели до контори. Там нас обшукали. Начальник в'язниці записав наші прізвища і наказав одному з наглядачів відвести нас до камер... Допит закінчився, і мене відвели до моєї камери. Після цього допиту для мене стало ясно, що мене не скоро випустять. Звістка про те, що Гольдмани, Корсунська, Гриша Елькін, Шпайзман та я будемо віддані суду, дійшла до товаришів на волі. Цей поворот від системи адміністративного покарання, що практикувався довгий час, викликав великий інтерес серед ліберальних кіл Росії. Декілька відомих адвокатів - Маклаков, Кальманович, Ратнер та інші - написали прокурору, пропонуючи виступити як наші захисники.... Зрештою, нам вручили копію обвинувального акту. Стаття, за якою ми звинувачувалися, карала каторгою від 8 до 12 років... У відповідь на запитання судді: "Чи визнаєте себе винними?", ми всі відповідали "ні". Товариш Шпайзман і я заявили, що не мали стосунку до видання "Іскри", яка є органом с.-д., і що ми є членами партії с.-р. ... ...Стати членом терористичної організації було досить важким. Приймалися лише люди із встановленою революційною репутацією. Із сумнівом у душі я приїхала до Женеви. На щастя, я знайшла там тов. Шпайзмана, який утік із Сибіру на кілька тижнів раніше мене і встиг уже зв'язатися з людьми, які мали близьке ставлення до бойової організації. З його допомогою я досягла побачення з Савінковим і Азефом. Своєю таємничістю та змовницьким виглядом вони зробили на мене гнітюче враження. Багата обстановка, в якій вони жили, давила мене. Вона не відповідала моїм поняттям про революціонерів. Скоро Савінков призначив мені побачення з Азефом. Азеф прийшов до мене на квартиру. Я жила в дуже крихітній та бідній кімнатці, і його велика фігура особливо вирізнялася там. Товстий, високий, з маленькими бігаючими очима, він майже вселяв мені страх, і я відчувала до нього деяке почуття гидливості... Нарешті приїхав Савінков і повідомив мені, що Шпайзман і я прийняті в бойову організацію. Всю підготовчу роботу з нашої поїздки в Росію ми вели із ним. Першим до Росії поїхав Шпайзман. Він віз із собою бомби та револьвер. На кордоні його було затримано. Його обшукали і, незважаючи на те, що в нього знайшли бомби та зброю, відпустили. За кілька днів я вирушила, теж маючи при собі бомби та револьвер, і успішно перейшла кордон. У Вільні я зустріла тов. Шпайзмана, і він розповів мені цю дивну історію на кордоні. Я оселилася в Друскеніках, де мала чекати Савінкова. Коли він приїхав і я розповіла йому інцидент із Шпайзманом на кордоні, Савінков запідозрив останнього. Незабаром я отримала запрошення з'явитися до Нижнього Новгорода для побачення з Азефом. Наша зустріч відбулася на іподромі. Він зараз же почав говорити про історію з Шпайзманом, висловлюючи явні підозри на його рахунок. Незважаючи на мої гарячі запевнення про те, що Шпайзман — відданий революціонер, що я знаю його вже кілька років, він твердив, що Шпайзмана потрібно усунути, оскільки "справа найвища". Мені важко вдалося відстояти тов. Шпайзмана. Тільки після відкриття зради Азефа ми зрозуміли, що історія з Шпайзманом була не більше і не менше, як хитрий маневр Азефа на випадок будь-яких підозр на нього. Це був не єдиний випадок такого роду. Нашим перш за все передбачався замах на генерала Трепова, петербурзького генерал-губернатором... Нарешті, після цілого місяця тяжкого очікування товариш приніс мені неприємну звістку про те, що Трепов якимось чином дізнався про намір бойової організації та прийняв надзвичайні обережності: він нікого не приймав і майже не виходив із дому. Виконавчий комітет вирішив відкласти замах до тих пір, поки не представиться більш зручний момент. Нам із тов. Шпайзманом тоді доручили організувати замах на київського генерал-губернатора Клейгельса, який жорстоко придушував всякий прояв невдоволення серед селян, робітників і студентів, організовував єврейські погроми і став ненависним для всіх. Вирішили, що ми оселимося в Києві, тов. Шпайзман як вуличний торгівець, а я як продавчиня квітів. Ці заняття давали нам можливість бути весь час на вулиці, не викликаючи підозри. З 7 годин ранку до 8 вечора я сиділа на камінні на розі Хрещатика та Фундуклеївської вулиці, чекаючи на Клейгельса. Місце тов. Шпайзмана було на протилежному кутку. Минув тиждень, другий, третій, а Клейгельс все не з'являвся. Якось повз мене проскакали два верхових козака; за ними слідувала закрита карета, за каретою ще два козаки на конях. Карета зупинилася за церквою, я сховалась за рогом. Зрештою, Клейгельс з'явився, але з ним були його дружина та син. Мій погляд впав у цей момент на Шпайзмана, який стояв біля входу до церкви. Обличчя його висловлювало розпач. Клейгельс, мабуть, знав про те, що Каляєв ризикував своїм життям, але не вбив великого князя Сергія, бо княгиня була з ним, він також скористався своєю родиною, як щитом. Для нас це уявляло непереборна перешкода. Таким чином, і друга наша спроба була приречена на невдачу... ...Це відкрите і загальне повстання змусило царя поступитися, і 17 жовтня 1905 року він видав знаменитий маніфест, який подарував Росії "Конституцію". Нічого не підозрюючи, я вийшла вранці з квітами, як завжди, маючи намір продовжувати своє спостереження за Клейгельсом, коли мій слух був уражений гучними вигуками газетярів: "Царський маніфест! Свобода!" Наступного дня після опублікування маніфесту чорна сотня, що складалася, головним чином, з покидьків міського населення, сприянні секретних агентів поліції, перевдягнених жандармів та шпигунів заволоділа Києвом. Вони грабували та вбивали беззахисних обивателів на очах у солдатів і поліції, які не тільки не заважали їм, а навіть допомагали. Щоб захистити населення від цих хуліганів, робітники організувалися в дружини самооборони. Я вступила в одну з цих дружин і з револьвером у руках розганяла п'яний натовп. Після двох днів такої роботи моє становище у місті стало небезпечним. За мною вже стежили. Бо бойова організація с.-р. розгубилася після маніфесту і на якийсь час фактично перестала функціонувати, я вирішила поїхати до Москви. У Москві я залишалася недовго. Я побачилася з Олександром Івановичем Потаповим і Абрашей Гоцем, які тоді стояли на чолі центральної бойової організації, і вони вирішили, щоб я поїхала до Чернігова, щоб здійснити замах на губернатора Хвостова, який вирізнявся особливою лютістю у придушенні повсталих селян. Зі мною разом їхала Ніна Глоба, яка посилалася дружиною для того ж, але через конспірацію ні вона, ні я не були обізнані, на що друга теж посилається. Прибувши до Чернігова, ми увійшли до зносин з місцевою бойовою дружиною, чолі якої був тов. Ніколаєв, старий революціонер-каракозовець. Місцевий комітет виніс рішення, щоб Ніна Глоба та тов. Шапіро, теж посланий із Москви, пішли працювати до села, а я залишалася у місті для скоєння замаху на губернатора Тоді я запропонувала залучити тов. Шпайзмана до цієї справи; товариші погодились. Отримавши від тов. Ніколаєва всі необхідні відомості та гроші, я найняла будинок і влаштувалася неподалік губернатора. Хвостов жив у кінці міста. Його будинок стояв на пагорбі і був оточений садом. Мій особняк був занадто великий для мене однієї, і, щоб запобігти підозрам, я сказала домогосподарці, що чекаю на приїзд моєї матері і сестри із Варшави. Я надіслала для прописки в поліцейську дільницю свій паспорт вчительки-польки, і він за кілька днів успішно повернувся. Тоді я телеграфувала тов. Шпайзман. Він був поранений під час єврейського погрому в Одесі після опублікування маніфесту і нещодавно вийшов із лікарні. За кілька днів тов. Шпайзман приїхав до Чернігова і оселився навпроти Благородних Зборів. За наявними у нас відомостями, губернатор іноді бував там. Сидячи біля вікна, я вивчала щоденний порядок життя губернатора. Я знала, коли він прокинається і коли лягає спати. Я знала, коли та кого він приймає у себе. Знала навіть годину, коли він обідав. Цілий тиждень губернатор не покидав свого будинку. Він виходив лише на прогулянку до саду. День був ясним і холодним, на небі ні хмари. Вулиця була майже порожня, — тільки зрідка з'являлися перехожі, які прямували до церкви, неподалік мого будинку був міст, на якому стояв городовий. Тримаючи в руці мою валізку, я пройшла повз нього. Незабаром я повернулася назад і почала ходити туди-сюди недалеко від мого будинку. За кілька хвилин я побачила здалеку товариша Шпайзмана, що йде повільними, розміреними кроками до мене. У руці він тримав скриньку, перев'язану червоною стрічкою: то була бомба. Він пройшов мостом і зупинився в 70 або 80 кроках від мене. Я зрозуміла, що він хоче кинути бомбу з того місця, де він зупинився. Я продовжувала ходити туди-сюди недалеко від будинку губернатора. Товариш Шпайзман наздогнав мене і прошепотів, проходячи повз: — Я бачу його. Пам'ятай, тримайся подалі від мене, щоб випадково не розірвалася твоя бомба, коли моя розірветься. — Добре, — прошепотіла я у відповідь. — Прощай, — сказав він і швидко пішов на своє місце. Я провела його очима, трохи обернувшись. Вулиця, як і раніше, була порожня. Раптом з'явилися козаки верхи на конях і між ними карета. Товариш Шпайзман негайно зійшов із тротуару. У цей момент карета порівнялася з ним. Він підняв руку і кинув бомбу до карети. Бомба впала на сніг і не розірвався. Поліцейський чиновник, який їхав попереду губернатора, стрибнув до товариша Шпайзмана, і я почула револьверний постріл. Карета зупинилася на мить; але, очевидно, зрозумівши становище, кучер почав шмагати коней і пустив їх галопом до мене назустріч. я зійшла на середину бруківки і кинула бомбу у вікно карети. Страшний удар оглушив мене. Я відчула, що піднімаюся у повітря. Коли я прийшла до тями і розплющила очі, я стояла біля візника, і мене підтримувала якась жінка. Вона казала щось візнику, але я нічого не могла почути. Вона посадила мене в сани, і візник поїхав. Він проїхав повз мій будинок, переїхав через міст, де завжди стояв городовий, але в цей момент його там не було. Ми поїхали по тій вулиці і не зустріли жодної живої істоти. "Що це означає? Де ж усі люди?" - подумала я. Візник повернув у якусь вулицю й зупинився перед будинком. Вивіска лікарні моментально привела мене до повної свідомості. Я зрозуміла, що якимось дивом уціліла при вибуху і що мене везли не до в'язниці, а до лікарні. Я заплатила візнику, зачекала, поки він зник за рогом, і пішла далі. Я йшла довго, зовсім не знаючи, ні де я перебуваю, ні куди я йду. Я відчувала, що сили залишають мене і що скоро я впаду серед вулиці. Випадково я побачила відчинені ворота. Я увійшла у двір і сіла на сніг. Думка про те, що я врятувалася, не втішала мене. Я знала, що кожен, хто захотів би приховати мене, загине разом зі мною. Щоб зупинити кров, що струмувала з рани на голові, я поклала снігу в хустку і приклала його до голови. Це трохи освіжило мене. Тоді я зняла з себе хутряне пальто і лягла на нього. Я відчула страшну слабкість у всьому тілі, і важке оніміння охопило члени. Я не знаю, чи довго я лежала там, як раптом відчула, що хтось мене смикає за рукав. Насилу я розплющила очі. Біля мене стояв хлопець. Він нахилився близько до мого вуха, і я ясно почула: — То ви вбили губернатора? Ви? Юнак підвівся, ще раз глянув на мене і пішов, не сказавши ні слова. Не Минуло й п'яти хвилин, як він повернувся назад разом із зігнутим старим. Вони підняли мене та внесли до будинку. Тепле повітря та холодна вода, якою вони змочили мені голову, зовсім привели мене до тями. Я зрозуміла, що ці бідні євреї наражають себе на небезпеку... Незабаром я була переведена до військової в'язниці. Мені оголосили, що на наступного дня мене судитиме військовий суд. О 10 годині ранку тов. Шпайзман, Яша Лейкін і я постали перед військовим судом. Коли нас перевели в зал суду, він був наповнений жандармами та поліцією. У кутку сиділи нещасні люди похилого віку, батьки Лейкіна. Окрім них, публіки не було. Церемонія суду тривала недовго. Нам запропонували сказати наше "останнє слово". Тов. Шпайзман і я, підтвердивши свою приналежність до бойовій дружини с.-р. та замах на Хвостова, категорично заявили, що Лейкін ніякої участі у замаху не брав і не мав жодної відношення до бойової дружини. Лейкін винним себе не визнав. Прокурор у своїй промові вимагав страти для всіх трьох... Цілий день я перебувала в цьому стані, а надвечір я знову стала готуватися до смерті та чекати. Шість днів минуло таким чином в очікуванні смерті. На сьомий день почувся стукіт у стіну. Моє серце радісно забилося: у мене є сусід. — Хто ви? — Простукала я; і була відповідь ясна, безпомилкова: — Шпайзман. "Невже? — вигукнула я, - він тут, його ще не повісили?" Незабаром ми були глибоко занурені в розмову. З'ясувалося, що він провів увесь цей час у військовій в'язниці, і його щойно перевезли сюди. — Це останній день, — простукав він. — Так, я певна, — відповіла я. Ми поспішали поділитися один з одним всіма думками та почуттями, усім, що ми пережили за роки нашої дружби, яку не порвали ні в'язниця, ні вигнання. — Я не хочу, щоб ти померла, - стукав Шпайзман. І почуття, глибоко приховане досі в душі його, у цей час смерті вільно виразилося словами. Я більше не могла стояти біля стіни. Абсолютно знесилившись, я кинулася на ліжко. Година проходила за годиною. Настала ніч. У коридорі пролунав незвичний шум. Я утримувала подих і притискала руки до серця. Я чула, як відчинилися двері сусідньої камери. "Вони прийшли за Колею", - подумала я. Я дослухалася. Хтось наблизився до моїх дверей. — Прощавай, моя кохана. Прощавай, моя люба!.. |